# Manavkuyu, Bayraklı
Manavkuyu là một xã thuộc huyện Bayraklı, tỉnh İzmir, Thổ Nhĩ Kỳ.